# Tony Brooks
Charles Anthony Standish "Tony" Brooks, född 25 februari 1932 i Dukinfield i Greater Manchester, död 3 maj 2022 i Ottershaw i Surrey, var en brittisk racerförare.

## Racingkarriär
Brooks tävlade i formel 1 under 1950-talet. Han kom trea i formel 1-VM 1958 för Vanwall. 1959 körde han för Ferrari och var då snubblande nära att vinna förartiteln efter att ha pressat Jack Brabham i Cooper hela säsongen. Det blev Brooks enda säsong i Ferrari och sedan nådde han aldrig samma framgångar på banan. Efter Sir Stirling Moss död 2020 och före sin egen död 2022 var Brooks den sista överlevande Grand Prix-vinnaren från 1950-talet.

## F1-karriär
| Säsong                | Stall/Tillverkare                   | Placering             | Lopp | Poäng | Etta | Tvåa | Trea | Pole | Varv |
| --------------------- | ----------------------------------- | --------------------- | ---- | ----- | ---- | ---- | ---- | ---- | ---- |
| 1956                  | BRM                                 | -                     | 2    |       |      |      |      |      |      |
| 1957                  | Vanwall                             | 5                     | 5    | 11    | 1    | 1    |      |      | 1    |
| 1958                  | Vanwall                             | 3                     | 9    | 24    | 3    |      |      | 1    |      |
| 1959                  | Ferrari Vanwall                     | 2                     | 7 1  | 27    | 2    | 1    | 1    | 2    | 1    |
| 1960                  | Vanwall Reg Parnell (Cooper-Climax) | 11                    | 1 6  | 7     |      |      |      |      |      |
| 1961                  | BRM-Climax                          | 10                    | 8    | 6     |      |      | 1    |      | 1    |
| Sammanlagt 6 säsonger | Sammanlagt 6 säsonger               | Sammanlagt 6 säsonger | 39   | 75    | 6    | 2    | 2    | 3    | 3    |

| 1. Storbritannien 1957 2. Belgien 1958 3. Tyskland 1958 4. Italien 1958 5. Frankrike 1959 6. Tyskland 1959 |

| 1. Monaco 1957 2. Monaco 1959 |

| 1. USA 1959 2. USA 1961 |

| 1. Monaco 1958 2. Frankrike 1959 3. Tyskland 1959 |

| 1. Italien 1957 2. Tyskland 1959 3. Storbritannien 1961 |